# Żerniki (powiat opatowski)
Żerniki – wieś sołecka w Polsce, położona w województwie świętokrzyskim, w powiecie opatowskim, w gminie Baćkowice.
W latach 1975–1998 miejscowość należała administracyjnie do województwa tarnobrzeskiego.

## Integralne części wsi
| SIMC    | Nazwa    | Rodzaj    |
| ------- | -------- | --------- |
| 0787098 | Kolonie  | część wsi |
| 0787106 | Pięciaki | część wsi |

## Historia
Żerniki były wsią biskupstwa włocławskiego w województwie sandomierskim w ostatniej ćwierci XVI wieku. W XIX wieku wieś znajdowała się w gminie Modliborzyce. Według spisu powszechnego z roku 1921 we wsi Żerniki było 51 domów i 351 mieszkańców, natomiast kolonia Żerniki posiadała 10 domów i 59 mieszkańców